# Parque Nacional La Campana

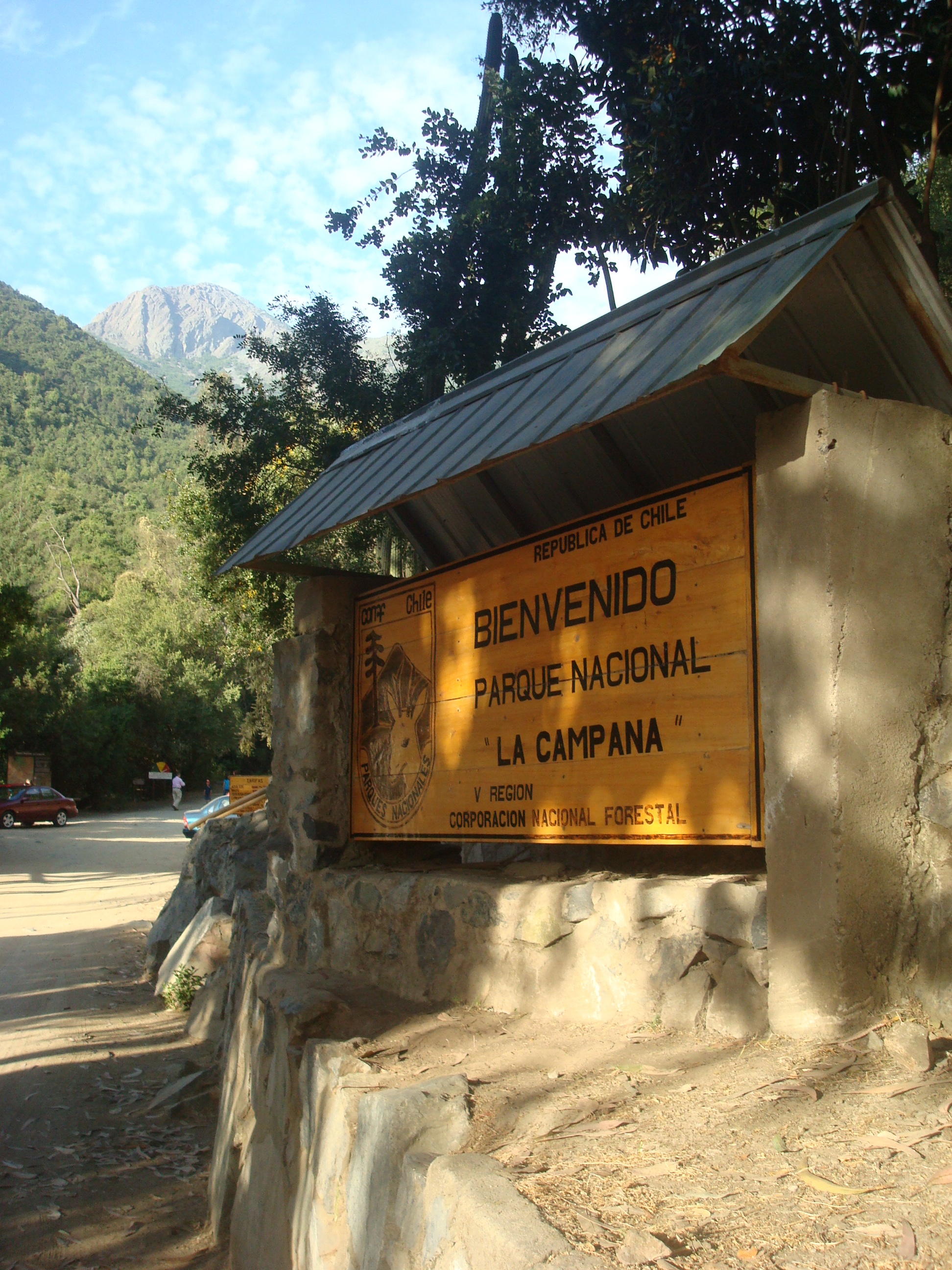
Entrada do parque pelo setor de Granizo, Olmué.

O Parque Nacional La Campana é uma área selvagem protegida pelo Estado do Chile como um das áreas naturais mais representativos da flora e fauna da região central. Além disso, este parque foi declarado pela Unesco um reserva da biosfera, em conjunto com a área do lago Peñuelas. Ele se destaca principalmente pelo "Palmar de Ocoa," uma das últimas florestas naturais de Palmeira-do-chile (Jubaea chilensis), espécie endêmica do Chile.

## Localização

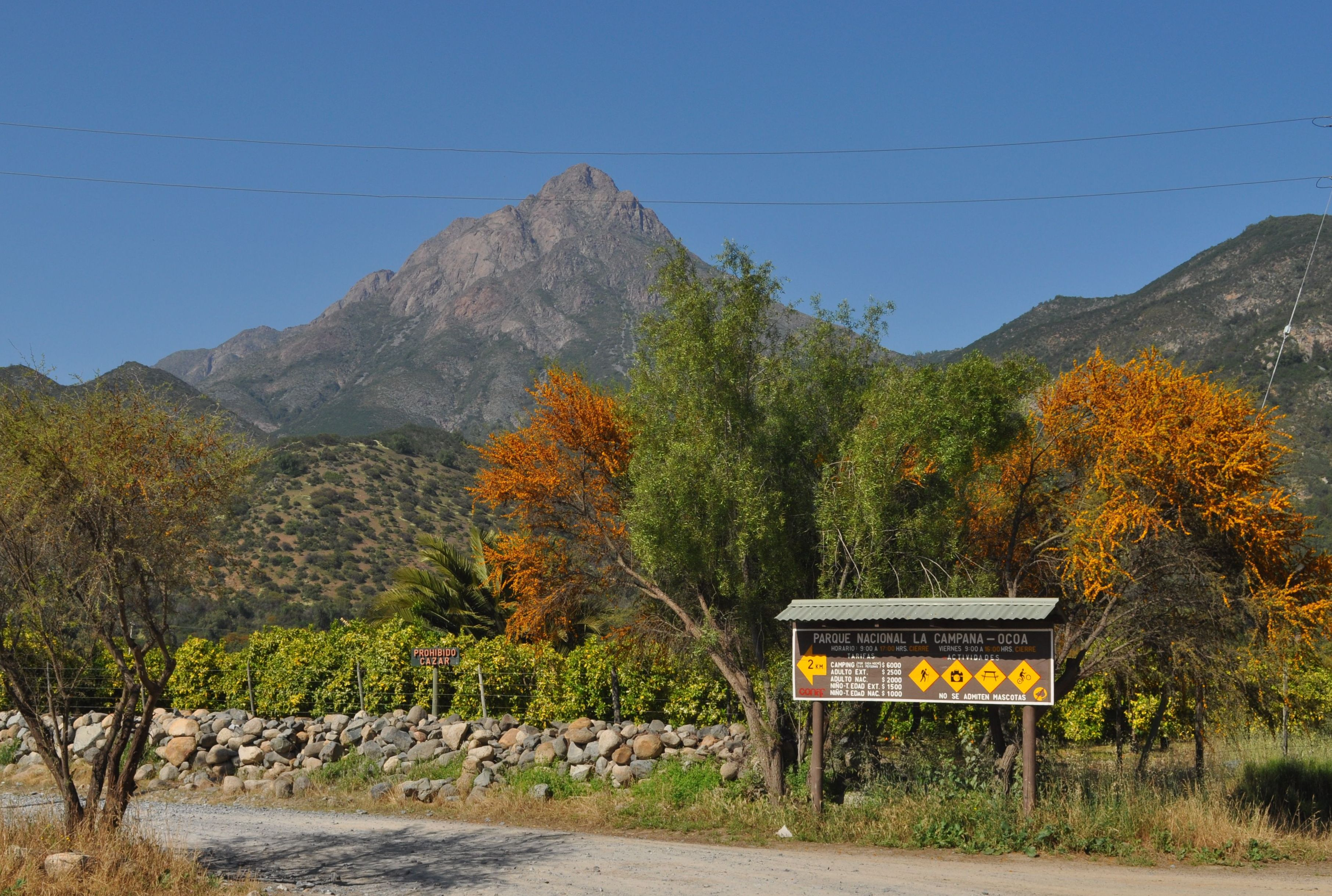
Entrada pelo setor de Ocoa

Ele está localizado entre as comunas de Hijuelas e Olmué, administrativamente pertencente às províncias de Quillota e Marga Marga da Região Valparaíso. O acesso à área de Granizo (Olmué) está localizado a 60 quilômetros de Valparaíso e 160 km de Santiago e a 29 km da cidade de Quillota, enquanto o acesso por Ocoa está localizado um pouco mais longe de Valparaíso e Quillota (90 km e 37 km, respectivamente), mas um pouco mais perto de Santiago, a 112 km distância.